# Zagarise
Zagarise est une commune italienne de la province de Catanzaro dans la région Calabre. 

## Administration
| Période                                  | Période | Identité | Étiquette | Qualité |
| ---------------------------------------- | ------- | -------- | --------- | ------- |
|                                          |         |          |           |         |
| Les données manquantes sont à compléter. |         |          |           |         |

### Communes limitrophes
Albi, Magisano, Mesoraca, Petronà, Sellia, Sellia Marina, Sersale, Soveria Simeri, Taverna

## Histoire
La commune abrite une communauté Arbëresh, Albanais installés ici au XVe siècle, fuyant l’avance ottomane. Ces Albanais ont gardé une forte identité, parlant toujours leur langue, l’arbërisht.